# Chorwacja na Zimowych Igrzyskach Olimpijskich 1994
Chorwacka reprezentacja na Zimowych Igrzyskach Olimpijskich 1994 liczyła 3 zawodników (wszyscy to mężczyźni). Reprezentacja Chorwacji miała swoich przedstawicieli w 2, spośród 12 rozgrywanych dyscyplin. Chorwaci nie zdobyli żadnego medalu. Chorążym reprezentacji Chorwacji był narciarz alpejski Vedran Pavlek, dla którego były to drugie igrzyska. Najmłodszym reprezentantem Chorwacji był 20-letni biegacz narciarski Antonio Rački, a najstarszym 22-letni biegacz narciarski Siniša Vukonić.
Start reprezentacji Chorwacji na Zimowych Igrzyskach Olimpijskich 1994 był drugim startem na zimowych igrzyskach olimpijskich w historii tej reprezentacji i trzecim startem na igrzyskach olimpijskich w ogóle. Najlepszy wynik indywidualnie osiągnął narciarz alpejski Vedran Pavlek, który w konkurencji slalomu giganta zajął 27. pozycję.

## Tło startu
25 lipca 1991 roku Chorwacja ogłosiła niepodległość. 10 września 1991 roku powstał Chorwacki Komitet Olimpijski oraz 29 chorwackich związków sportowych. 15 stycznia 1992 roku Chorwacja została uznana przez Wspólnotę Europejską za w pełni niepodległe i suwerenne państwo. Dwa dni później Chorwacki Komitet Olimpijski został oficjalnie członkiem Międzynarodowego Komitetu Olimpijskiego, który zaprosił Chorwatów do udziału w Zimowych Igrzyskach Olimpijskich w 1992 roku, odbywających się w Albertville i Letnich Igrzyskach Olimpijskich w 1992 roku, odbywających się w Barcelonie. Stało się to cztery miesiące i siedem dni po założeniu Chorwackiego Komitetu Olimpijskiego. 20 dni po przyjęciu do Międzynarodowego Komitetu Olimpijskiego Chorwaci po raz pierwszy w historii wystawili swoją reprezentację na igrzyskach olimpijskich. Najlepszy wynik indywidualnie osiągnęła wówczas łyżwiarka figurowa Željka Čižmešija, która w rywalizacji solistek zajęła 25. miejsce.
W 1986 roku Międzynarodowy Komitet Olimpijski podjął decyzję o zmianie lat rozgrywania letnich i zimowych igrzysk olimpijskich. W związku z tym zimowe igrzyska olimpijskie miały być rozgrywane z dwuletnią przerwą między igrzyskami letnimi, a nie tak jak wcześniej w tym samym roku. Zimowe Igrzyska Olimpijskie w 1994 roku były pierwszymi igrzyskami, których dotyczyła ta zmiana. Z powodu nadal trwającej wojny między Chorwacją a Republiką Serbskiej Krajiny, podobnie, jak dwa lata wcześniej, reprezentacja Chorwacji była symboliczna. Do zawodów w Lillehammer zostało zgłoszonych tylko trzech reprezentantów Chorwacji. Wszyscy byli mężczyznami w wieku od 20 do 22 lat.

## Statystyki według dyscyplin
Spośród dwunastu dyscyplin sportowych, które Międzynarodowy Komitet Olimpijski włączył do kalendarza igrzysk, reprezentacja Chorwacji wzięła udział w dwóch. Najliczniejszą reprezentację Chorwacja wystawiła w biegach narciarskich, w których wystąpiła dwójka chorwackich zawodników.
| Lp.     | Sport                 | Mężczyźni | Kobiety | Łącznie |
| ------- | --------------------- | --------- | ------- | ------- |
| 1       | Biegi narciarskie     | 2         | –       | 2       |
| 2       | Narciarstwo alpejskie | 1         | –       | 1       |
| Łącznie | Łącznie               | 3         | –       | 3       |

## Konkurencje

### Biegi narciarskie
Chorwację w biegach narciarskich reprezentowało dwóch mężczyzn. Siniša Vukonić startował na igrzyskach po raz drugi w karierze. Najlepsze wyniki osiągnął w biegu pościgowym i biegu na 30 kilometrów, w których zajął 44. miejsce, co było jednocześnie jego najlepszym wynikiem w startach na zimowych igrzyskach olimpijskich. Drugim reprezentantem Chorwacji w biegach narciarskich był Antonio Rački, dla którego był to debiut na igrzyskach olimpijskich. Najlepszy rezultat osiągnął w biegu na 50 kilometrów, w którym zajął 52. pozycję, co było jednocześnie jego najlepszym wynikiem w startach na zimowych igrzyskach olimpijskich. Chorwaccy biegacze narciarscy w każdej z rozgrywanych podczas Zimowych Igrzyskach Olimpijskich 1994 konkurencji zajęli wyższe pozycje niż podczas poprzedniego startu na igrzyskach.

#### Mężczyźni
- Antonio Rački
- Siniša Vukonić

| Wydarzenie     | Zawodnik       | Finały    | Finały  |
| Wydarzenie     | Zawodnik       | Czas      | Miejsce |
| -------------- | -------------- | --------- | ------- |
| Bieg na 10 km  | Antonio Rački  | 28:58,6   | 79.     |
| Bieg na 10 km  | Siniša Vukonić | 27:17,5   | 56.     |
| Bieg pościgowy | Antonio Rački  | 48:18,8   | 71.     |
| Bieg pościgowy | Siniša Vukonić | 42:25,3   | 44.     |
| Bieg na 30 km  | Antonio Rački  | 1:25:42.4 | 62.     |
| Bieg na 30 km  | Siniša Vukonić | 1:21:57.2 | 44.     |
| Bieg na 50 km  | Antonio Rački  | 2:23:23.4 | 52.     |
| Bieg na 50 km  | Siniša Vukonić | 2:24:12.6 | 54.     |

### Narciarstwo alpejskie
Chorwację w narciarstwie alpejskim reprezentował jeden mężczyzna, Vedran Pavlek, dla którego był to drugi start na igrzyskach olimpijskich. Podobnie jak dwa lata wcześniej wziął on udział w trzech konkurencjach – slalomie gigancie, slalomie i supergigancie. W slalomie gigancie zajął 27. pozycję, co było jego najlepszym wynikiem w startach na zimowych igrzyskach olimpijskich. Ponadto Pavlek w supergigancie zajął 41. miejsce, a slalomu nie ukończył.

#### Mężczyźni
- Vedran Pavlek

| Wydarzenie    | Zawodnik      | Zjazd 1. | Msc. 1. | Zjazd 2. | Msc. 2. | W sumie | Miejsce |
| ------------- | ------------- | -------- | ------- | -------- | ------- | ------- | ------- |
| Slalom gigant | Vedran Pavlek | 1:32,13  | 32.     | 1:26,78  | 27.     | 2:58,91 | 27.     |
| Slalom        | Vedran Pavlek | DNF      | DNF     |          |         |         |         |
| Supergigant   | Vedran Pavlek | 1:38,51  | 41.     |          |         | 1:38,51 | 41.     |